# Blastobasis fatigata
Blastobasis fatigata é uma espécie de mariposa do gênero Blastobasis pertencente à família Coleophoridae.